# Phelister degallieri
Phelister degallieri är en skalbaggsart som beskrevs av Kanaar 1997. Phelister degallieri ingår i släktet Phelister och familjen stumpbaggar. Inga underarter finns listade i Catalogue of Life.